# Love is Better the Second Time Around
Love is Better the Second Time Around (恋をするなら二度目が上等, Koi wo Suru nara Nidome ga Jōtō) est une série télévisée japonaise réalisée par Yuka Yasukawa et Nao Nomura, sur un scénario de Aya Watane et Yuka Yasukawa. Adapté du manga éponyme de Keiko Kinoshita, le drama met en scène Makoto Hasegawa et Robin Furuya dans les rôles principaux.

## Synopsis
Jeune trentenaire, Akihiro Miyata est le rédacteur en chef d'un magazine économique prestigieux. Un jour, il est amené à contacter Takashi Iwanaga, un brillant professeur universitaire, afin que celui-ci rédige une chronique pour le journal.
Petit problème : Iwanaga et Miyata se connaissent déjà. Premier amour, premier baiser, première débâcle sentimentale... Lorsqu'ils étaient encore lycéens, leur relation a tourné au fiasco. Ils avaient juré de s'enfuir ensemble, n'ont finalement rien fait. Leur rupture a laissé Miyata le cœur brisé et ce dernier a mis des années à oublier Iwanaga.
Leurs retrouvailles en tant qu'adultes sont loin d'être apaisées. Pourtant, Iwenaga se jure de reconquérir Miyata. Mais ce dernier ne compte pas se laisser séduire si aisément...

## Distribution
- Mokoto Hasegawa : Akihiro Miyata
  - Haruki Mochizuki : Akihiro lycéen
- Robin Furuya : Takashi Iwanaga
  - Noserin : Takashi lycéen
- Aroha Takamatsu : Yuto Shiraishi
- Riko Nagase : Ako Fukuda
- Shun'ya Shiraishi : Kyosuke Sugimoto

## Genèse

### Manga original
Love is Better the Second Time Around est écrit et illustré par la mangaka Keiko Kinoshita. Le yaoi est pré-publié dans le magazine Chara Selection, du 22 janvier 2018 au 22 novembre 2022. Par la suite, il est édité en quatre volumes (dont un tome bonus) par les éditions Tokuma Shoten. En octobre 2024, on dénombre 240 000 exemplaires vendus.

### Production
Courant février 2024, l'adaptation du manga au format télévisuel est officiellement annoncée. Yuka Yasukawa est à la fois réalisatrice et scénariste du projet. Elle est épaulée par Nao Nomura à la réalisation et Aya Watane à l'écriture. Le drama est diffusé entre mars et avril 2024 sur MBS.
Une version remaniée de la série, destinée à être projetée au cinéma, sort dans les salles nippones en décembre 2024. L'interprète principal, Mokoto Hasegawa, souligne que le long métrage répond à l'engouement du public : « Cette œuvre déborde véritablement d'amour de votre part à tous et il est évident que vous la chérissez énormément. Nous continuerons à travailler dur pour la rendre encore plus populaire alors j'espère que vous continuerez à la soutenir chaleureusement ».

## Accueil
La série est bien reçue du public. Elle recense une moyenne de 9,2/10 pour plus de 11 000 votes sur Viki ; le site francophone spécialisé Nautiljon lui attribue une note de 8,1/10 ; le site anglophone Imdb affiche une moyenne de 7,5/10.
Face à la demande, le drama bénéficie d'une sortie en support physique, en DVD et Blu-ray.